# O Sétimo Selo
Det sjunde inseglet (O Sétimo Selo em português) é um filme sueco de 1957, do gênero drama, escrito e dirigido por Ingmar Bergman. O filme é baseado numa peça de teatro de autoria do diretor.
O filme ambienta-se durante a Idade Média européia. O título é inspirado no livro bíblico Apocalipse ou Revelação. Segundo a visão profética desta escritura, há um livro selado com sete selos e a abertura de cada um destes selos leva à realização de um evento sobre a humanidade, mas a abertura do sétimo é o que leva efetivamente ao Juízo Final. No desenrolar do enredo torna-se clara a preocupação do diretor em buscar, no passado, um período que traga à tona questões ainda presentes no mundo contemporâneo. Ao fazê-lo, Bergman reconstruiu a Idade Média sueca não para tematizá-la em si, ainda que o trabalho de pesquisa histórica e de reconstrução da sociedade daquela época tenham sido cuidadosamente preparados, mas, principalmente, para expôr as aflições do mundo em que vivia. Destarte, Bergman busca no mundo medieval o medo apocalíptico, seja o temor de que o mundo pode acabar de repente ou de que ele seja dizimado gradualmente pela peste, o que acaba por expôr a preocupação própria do diretor com essa mesma questão.
O filme foi lançado em 1957, período em que os traumas da Segunda Guerra Mundial e da bomba atômica ainda marcavam a vida dos europeus. As décadas de 50 e 60 encerram o período de maior temor pela derrocada de uma guerra nuclear que destruísse o mundo em instantes. Acresce-se a isto que os traumas do holocausto e da mortandade desencadeados na guerra não haviam sido esquecidos, mas, pelo contrário, as pessoas pressentiam que tudo fora um presságio de que o homem seria o grande responsável pelo apocalipse final.

## Enredo

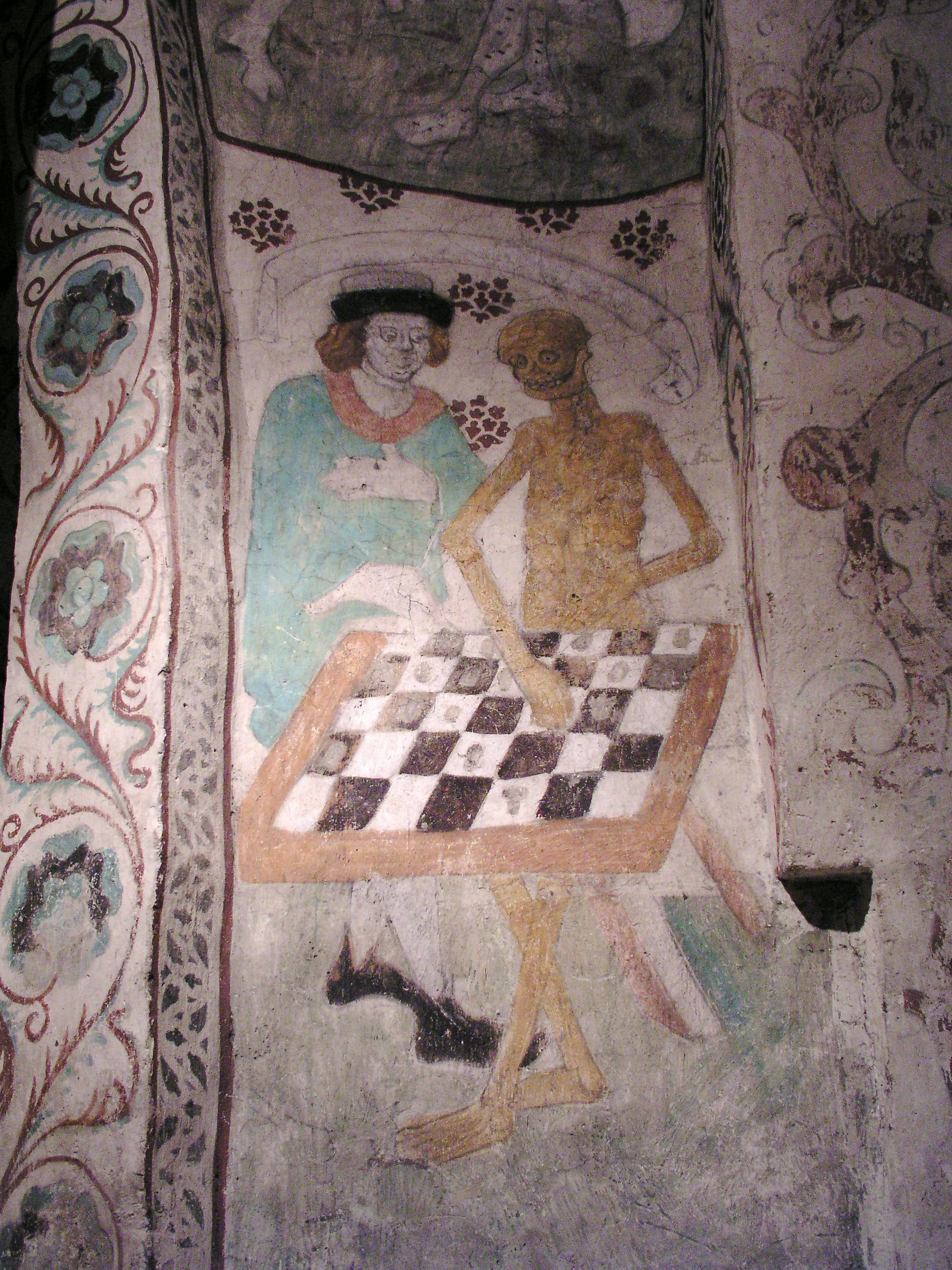
"A Morte jogando xadrez", por Albertus Pictor, Diocese de Estocolmo.

O Sétimo Selo tem por tema fundamentalmente a questão do medo da morte; um cavaleiro que volta da Cruzada da Fé para encontrar em sua terra a peste e morte. Quando ele mesmo se depara com a personificação da morte, aceita-a como um visitante esperado, mas propõe-lhe uma negociação – numa disputa de xadrez - para que possa ganhar tempo e indagar sobre o sentido da vida e, conseqüentemente, o sentido da morte. Dessa forma, abre-se uma pausa no caminho da morte para vermos qual é o sentido da aflição que está sendo promovida e qual o caminho possível para fugir desse destino. O jogo de xadrez aparece talvez como uma alegoria da busca do cavaleiro a um entendimento da vida através da racionalidade que, ao final do filme, fica evidente que não seria possível, assim como, o cavaleiro mesmo percebe, não seria possível vencer a Morte.
No filme, vários aspectos espirituais são contemplados: o cavaleiro medita a morte, o bem e o mal, a ação divina na vida humana, os vícios, e a fraqueza humana, porém nunca com respostas definitivas. Nenhuma presença sobrenatural se manifesta ao cavaleiro durante o filme, mas aparecem variadas cenas de sacerdotes, monges, e outros religiosos.

## O Sétimo SeloeDom Quixote

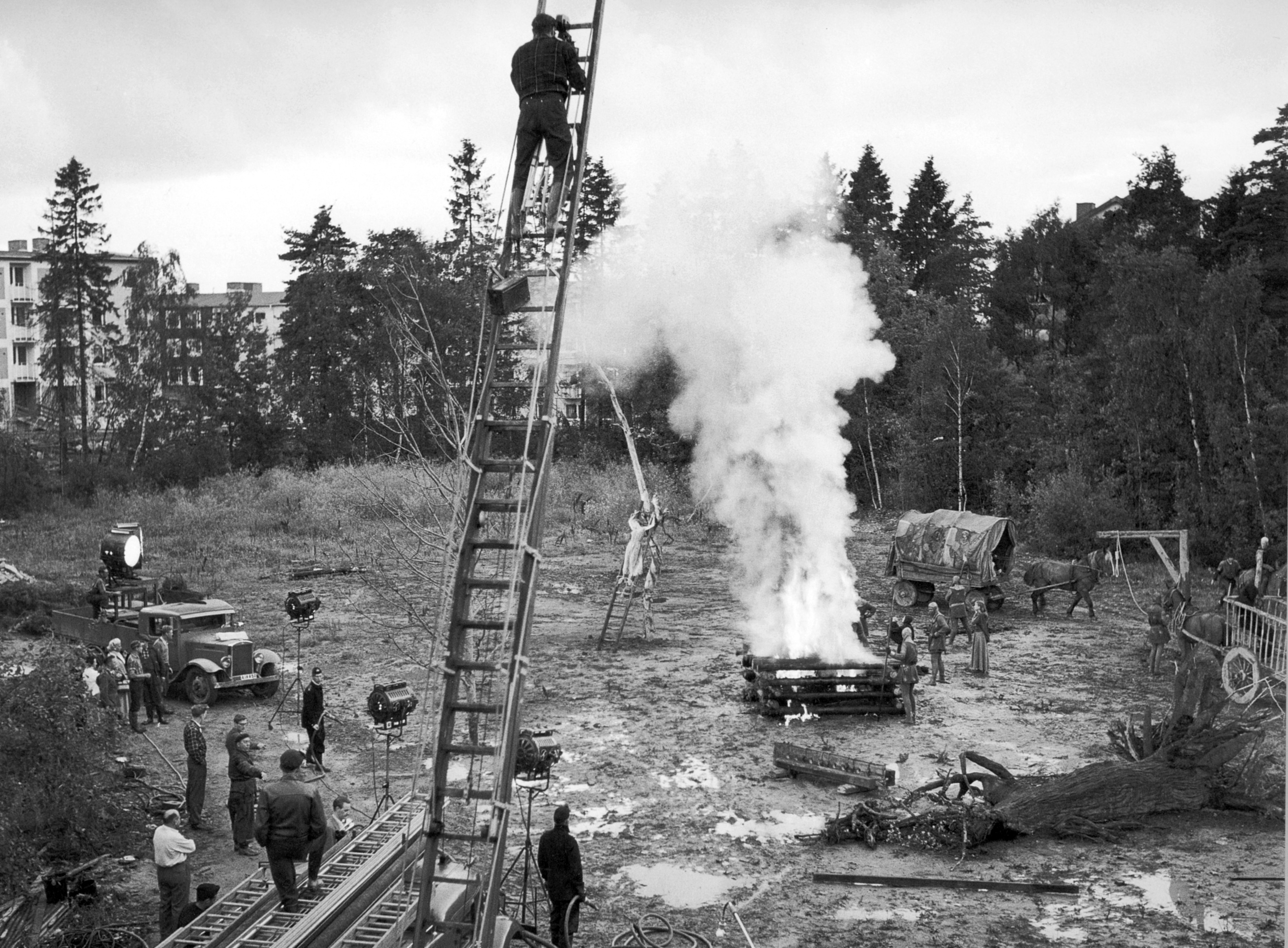
As gravações do filme

Remetendo a Dom Quixote, temos o cavaleiro e seu escudeiro como contrapontos da forma de encarar o mundo. Assim como no livro de Cervantes, o pragmatismo crítico do escudeiro revela um conhecimento do mundo distante dos questionamentos e indagações do cavaleiro sobre a morte e o sagrado. Com uma visão ácida, porém justa, o escudeiro não procura respostas, já as possuí pela experiência de vida, portanto não tem medo de enfrentar a própria morte. Assim como Sancho Pança sabe transitar entre o mundo da taverna, das brigas, da morte, etc., e o mundo quase sublimado e filosófico em que está o cavaleiro.
Apesar do filme retratar o tempo inteiro uma humanidade desesperada e moribunda, sob o agouro implacável da Morte, Bergman apresenta-nos um final onde é possível ter esperanças. A família de artistas são os únicos personagens que sobrevivem à “caçada” da Morte. A arte aqui tratada é aquela do malabarista ingênuo, puro; não a “arte” do homem que se  proclamava o diretor da companhia, nem a encenação da procissão de flagelados, mas apenas aquela da família que vive pela arte e para levá-la para as pessoas. Somente esses artistas conseguem escapar da Morte, ajudados pelo cavaleiro, que a distrai para que estes fujam. O sentido da continuidade da humanidade aparece claramente dado pela salvação através da arte; todos os demais personagens que representam outras categorias sociais perecem ou estão condenados. Ao final de uma tormentosa tempestade, no momento seguinte ao da visita da Morte ao cavaleiro e seus companheiros, o sol surge brilhante, abrindo um caminho de esperança no horizonte por onde a família de artistas vai seguir.

## Elenco
- Gunnar Björnstrand – Jöns, escudeiro
- Bengt Ekerot – Morte
- Nils Poppe – Jof
- Max von Sydow – Antonius Block, cavaleiro
- Bibi Andersson – Mia, esposa de Jof
- Inga Landgré – Karin, esposa de Block
- Åke Fridell – Plog, o ferreiro
- Inga Gill – Lisa, esposa de Plog
- Erik Strandmark – Jonas Skat
- Bertil Anderberg – Raval, o ladrão
- Gunnel Lindblom – Garota muda
- Maud Hansson – Bruxa
- Gunnar Olsson – Albertus Pictor, pintor da igreja
- Anders Ek – Monge
- Benkt-Åke Benktsson – Mercador
- Gudrun Brost – Criado
- Lars Lind – Monge jovem
- Tor Borong – camponês
- Harry Asklund – Estalajadeiro
- Ulf Johanson

## Principais prêmios e indicações
Festival de Cannes 1957 (França)
- Recebeu o Prêmio do Júri e foi indicado à Palma de Ouro.

Fotogramas de Plata 1962 (Espanha).
- Venceu na categoria de Melhor Ator Estrangeiro (Max von Sydow).

Sindacato Nazionale Giornalisti Cinematografici Italiani 1961 (Itália)
- Venceu na categoria de Melhor Diretor - Filme Estrangeiro (Ingmar Bergman).